# 고기영
고기영(高基榮, 1965년 4월 21일~)은 대한민국의 제 62대 법무부 차관이다. 광주인성고등학교, 서울대학교 사법학과를 졸업하고 서울대학원 법학과 석사를 수료했다. 1991년 사법시험에 합격했다. 사법연수원 23기로 검찰총장 윤석열과 동기다.